# Cynorkis seychellarum
Cynorkis seychellarum är en orkidéart som beskrevs av Leonid Vladimirovitj Averjanov. Cynorkis seychellarum ingår i släktet Cynorkis, och familjen orkidéer. Inga underarter finns listade i Catalogue of Life.